# Signum (Musikprojekt)
Signum ist ein niederländisches Trance-Duo bestehend aus Pascal Minnaard und Ronald Hagen.

## Karriere
Pascal und Ronald wuchsen beide in Zoetermeer auf und lernten sich in der Schule kennen. Beide hatten ein Interesse am Musik produzieren und begannen zusammenzuarbeiten. Nachdem sie den Kontakt verloren haben, verfolgten zuerst beide eine Solo-Karriere. 1997 veröffentlichte Pascal mit „Adaptor“ die erste Produktion unter dem Pseudonym Signum. Zu dieser Zeit traf er erneut auf Ronald, der ebenfalls einen Plattenvertrag beim Musiklabel BPM Dance unterzeichnete. Ihre erste gemeinsame Produktion erschien noch im gleichen Jahr. „What Ya Got 4 Me“ wurde ein großer Clubhit und erreichte eine Platzierung in den UK-Single-Charts. Heute gilt der Song als Trance-Klassiker.
Nach dem großen Erfolg mit ihrer ersten gemeinsamen Single, führten die beiden ihre Zusammenarbeit fort und waren fortan auch sehr gefragte Remix-Künstler. Im folgenden Jahr kamen Anfragen von ATB, Alice DeeJay und Yves Deruyter. Mittlerweile haben sie auch schon Remixe für Delerium, Armin van Buuren und Above & Beyond produziert.
Erst nach einigen Jahren begannen die beiden auch eine Karriere als DJ. Im Juli 2001 gaben sie ihr Debüt in England mit einem dreistündigen DJ-Set bei Gatecrasher. Seither hatten sie Auftritte in zahlreichen Clubs und Festivals und wurden schon weltweit gebucht.
Im Jahr 2003 wurde das Musiklabel BPM Dance aufgelöst. Signum unterschrieb danach bei Armin van Buurens Musiklabel Armada Music. 2004 arbeitete das Duo mit der Sängerin Anita Kelsey zusammen und veröffentlichte gemeinsam die Single „Come Around Again“. Ihr Remix von Armin van Buurens Produktion „Serenity“ wurde zur offiziellen Hymne der Sensation 2005 in Amsterdam. Signum hat auch einige Produktionen unter dem Pseudonym D-Factor veröffentlicht. Nachdem das Duo über zwei Jahre an ihrem Debütalbum gearbeitet hatte, erschien im Dezember 2010 das Album For You.
Während Ronald Hagen noch heute in Zoetermeer lebt, zog Pascal Minnaard im Jahr 2008 nach Norwegen. Die beiden arbeiten jedoch nach wie vor zusammen und nutzen dabei die Möglichkeiten des Internets.

## Diskografie

### Alben
- 2010: For You

### Singles
- 1997: Adaptor
- 1998: What Ya Got 4 Me
- 1999: Coming On Strong
- 1999: Just Do It
- 1999: The Recycle
- 2000: Solar Level
- 2001: 5 Yards/Afterglow
- 2001: First Strike
- 2002: Cura Me
- 2002: Second Wave
- 2002: Third Dimension
- 2003: Push Through/Sunny Changes
- 2004: Come Around Again (feat. Anita Kelsey)
- 2004: Spacehopper / What Ya Got 4 Me?
- 2004: The Timelord
- 2005: Back @ Ya / In Your Face
- 2006: What Ya Got 4 Me 2006 / Supersonic
- 2007: Captured
- 2007: Harmonic / Cloud City
- 2007: Syndicate / Hit That Note
- 2007: Mystique / Tremble (als D-Factor)
- 2008: Distant Signature
- 2008: Royal Flash / Any Given Moment
- 2009: Addicted
- 2009: Riddles In The Sand
- 2009: Healesville Sanctuary (mit Roger Shah)
- 2010: Ancient World (mit Roger Shah)
- 2010: Liberate (feat. Kate Louise Smith)
- 2011: Shamisan
- 2011: Beyond This Earth

### Remixe (Auswahl)
- 1998: ATB – 9 PM (Till I Come)
- 1998: Yves Deruyter – To the Rhythm
- 1999: Alice DeeJay – Better Off Alone
- 1999: Blank & Jones – After Love
- 1999: Lost Tribe – Gamemaster
- 1999: Scooter – Faster Harder Scooter
- 2000: Katana – Silence
- 2003: OceanLab – Beautiful Together
- 2003: Misja Helsloot – First Second
- 2003: Delerium – Truly
- 2005: Armin van Buuren – Serenity
- 2006: Above & Beyond – Can’t Sleep
- 2007: Vincent de Moor – Flowtation 2007
- 2008: Ascension – Someone
- 2009: Re:Locate – Rogue
- 2010: Dash Berlin feat. Solid Sessions – Janeiro
- 2010: Alex M.O.R.P.H. – Sunset Boulevard
- 2011: Roger Shah feat. Moya Brennan – Morning Star